# Bayerischer Trachtenverband

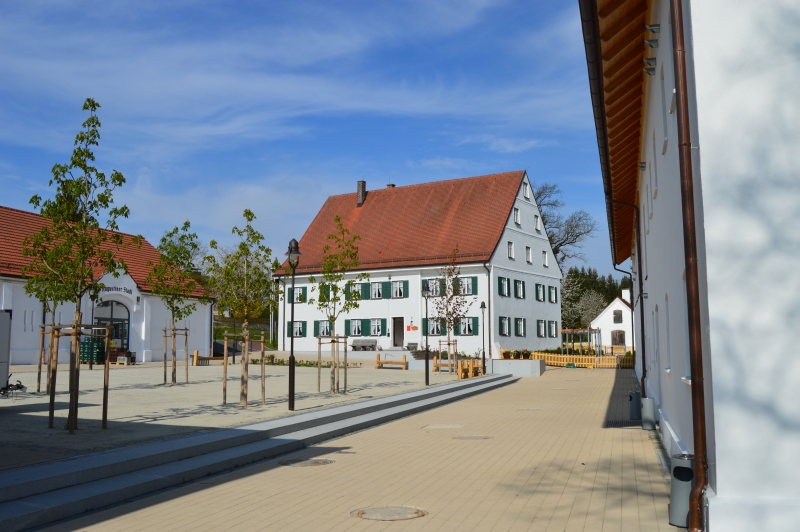
Trachtenkulturzentrum in Holzhausen, Sitz der Geschäftsstelle des Verbandes

Der Bayerische Trachtenverband e.V. ist der 2002 gegründete Dachverband der bayerischen regionalen Vereinigungen von Trachtenvereinen mit Sitz in Traunstein.

## Geschichte
Am 25. Oktober 1925 wurden die „Vereinigten Trachtenverbände des Bayerischen Oberlandes“ im Hackerkeller in München gegründet, der Vorläufer des Bayerischen Trachtenverbandes. Sie umfassten zehn Gründungsgauverbände zusammen mit 303 Vereinen und 19.135 Mitgliedern. 1909 wurde der Landesverband Bayerischer Heimat- und Volkstrachtenvereine gegründet.
Im Jahr 2002 schlossen sich die beiden bayerischen Landes-Trachtenverbände zu einem Großverband durch Verschmelzungsvertrag zusammen. 
Zwischen 2005 und 2014 errichtete der Verband in Holzhausen bei Geisenhausen in Niederbayern das Trachtenkulturzentrum, das als Geschäftsstelle des Bayerischen Trachtenverbandes und der Bayerischen Trachtenjugend, als Archiv und Depot sowie als Jugendbildungsstätte dient. Querelen um den Bau der Jugendbildungsstätte führten 2009 aber zum Austritt von drei Gauen. Der Gau Mittelfranken hielt den Bau für nicht finanzierbar. Die Gaue Oberländer Vereinigung und IG Oberallgäu traten zudem aus, da das neue Zentrum in Nieder- und nicht in Oberbayern liegt.
Momentan sind 22 Gauverbände mit ca. 165.000 Mitgliedern im Bayerischen Trachtenverband vereinigt. Die Bayerische Trachtenjugend ist seine Jugendorganisation und umfasst rund 100.000 Mitglieder. Der Verband selbst ist Mitglied im Deutschen Trachtenverband.

## Organisation

### Zweck und Aufgaben
Der Verband fungiert als Interessensvertretung aller ihm angeschlossenen Trachtenverbände in Bayern und kümmert sich um die Erhaltung und Pflege der Gebirgs- und Volkstrachten, den Erhalt des Bayerischen Brauchtums in Mundart, Volkslied, Volksmusik, Schuhplattler, Volkstanz und Laienspiel, den Schutz historischer Volkskunst, vertritt seine ihm angeschlossenen Verbände gegenüber Staat und Öffentlichkeit und betreibt Brauchtumspflege in der Jugendarbeit.

### Organe und Sachausschüsse
Organe des Verbandes sind der Landesvorstand, der Landesausschuss sowie die Landesversammlung. Vorsitzender ist seit 2021 Günter Frey. Die in der Regel jährlich zusammentretende Landesversammlung setzt Sachausschüsse für die Sachgebiete des Verbandes ein. Diese sind
- Trachtenpflege und Trachtenforschung
- Volkstanz und Schuhplattler
- Volkslied und Volksmusik
- Mundart, Brauchtum, Laienspiel
- Öffentlichkeitsarbeit

## Angeschlossene Gauverbände
- Gauverband I, gegr. 1890, Sitz Traunstein
- Oberlandler Gauverband, gegr. 1899, Sitz Miesbach
- Bayerischer Inngau, gegr. 1903, Sitz Rosenheim
- Lechgauverband, gegr. 1908, Sitz Hohenpeißenberg
- Gau München und Umgebung, gegr. 1910, Sitz München
- Heimat- und Trachtenvereinigung Huosigau, gegr. 1911, Sitz Weilheim
- Allgäuer Gauverband, gegr. 1912, Sitz Immenstadt
- Rhein-Main-Gauverband, gegr. 1914, Sitz Aschaffenburg
- Vereinigung links der Donau, gegr. 1914, Sitz Nürnberg
- Loisachgau, gegr. 1919, Sitz Penzberg
- Isargau, gegr. 1919, Sitz München
- Altbayerisch-Schwäbischer Gauverband, gegr. 1920, Sitz Augsburg
- Oberer Lechgau, gegr. 1920, Sitz Füssen
- Gau Niederbayern, gegr. 1923, Sitz Deggendorf
- Donaugau-Trachtenverband, gegr. 1925, Sitz Ingolstadt
- Gau Oberpfalz, gegr. 1926, Sitz Regensburg
- Chiemgau-Alpenverband, gegr. 1926, Sitz Marquartstein
- Trachtengauverband Oberfranken, gegr. 1927, Sitz Bayreuth
- Bayerischer Waldgau, gegr. 1931, Sitz Viechtach
- Dreiflüssegau, gegr. 1932, Sitz Passau
- Trachtenverband Unterfranken, gegr. 1947, Sitz Würzburg
- Oberpfälzer Gauverband, gegr. 1993, Sitz Regensburg